# Kerekes Ferenc (gépészmérnök)
Kerekes Ferenc (Brassó, 1937. január 20. –) gépészmérnök, mezőgazdasági gépészeti szakíró.

## Életútja
Elvégezte Brassóban a Fémipari Műszaki Középiskolát (1954), s Temesvárt gépészmérnöki oklevelet szerzett (1962). A szárhegyi gépállomás (1963–68), majd a Hargita megyei Gépesítési Tröszt igazgatója (1968–82), utána a Hargita megyei Mezőgazdasági és Élelmiszeripari Szakosított Szállítási Vállalat vezetője.
1970-ben a Hargita napilap közölte első írását. Tárgyköre a mezőgazdaság gépesítése.

## Kötetei
- A gépek üzemeltetése és karbantartása. A mezőgazdasági gépész kézikönyve (Csíkszereda, 1970)
- Az állattenyésztés gépesítése (1983)